# 理查德·蒙哥马利
理查德·蒙哥馬利（英語：Richard Montgomery，1738年12月2日—1775年12月31日），是一名愛爾蘭裔英國軍官，在美國獨立戰爭初期於大陸軍出任將軍，於1775年戰死身亡。

## 生平
蒙哥馬利生於1738年愛爾蘭索兹，家族世代從政。蒙哥馬利一家，先有理查德的父親湯馬士·蒙哥馬利獲選為愛爾蘭王國國會議員，後來又有三名「亞歷山大」先後入選國會，包括理查德的長兄亞歷山大、堂兄老亞歷山大及小亞歷山大。
理查德·蒙哥馬利自幼便獲良好教育，修習法語、拉丁文及修辭學，在1754年入讀都柏林三一學院，正值法國印第安人戰爭爆發之時。在父親催促下，蒙哥馬利在1756年綴學從戎，並以捐納購得少尉軍銜，跟隨英國陸軍第17步兵軍團到北美洲。
抵達北美後，蒙哥馬利的軍事才華鋒芒漸露。他先在路易斯堡圍城戰後因功獲擢升中尉，在提康德羅加堡戰役後又獲提拔為軍團副官。第17步兵軍團後來沿尚普蘭湖北上，最終迫使法國管治的蒙特利爾向英軍投降。魁北克戰事結束後，蒙哥馬利隨軍調往加勒比海，攻佔馬提尼克等法屬西印度群島殖民地。西班牙帝國與法國波旁王朝同盟後，蒙哥馬利又隨軍攻打古巴哈瓦那。七年戰爭結束後，蒙哥馬利跟隨軍團駐守紐約市，後來又參與了龐蒂克戰爭，鎮壓印第安人叛亂。
1764年，蒙哥馬利獲得湯馬士·蓋奇將軍准許，回到英國養病。期間蒙哥馬利與當時的輝格黨人時有來往，並與埃德蒙·伯克、查爾斯·詹姆士·福克斯及艾薩克·巴爾結下友誼。1771年蒙哥馬利因未獲晉陞，而把軍銜出售套現，獨自一人到北美洲覓地務農。
抵達美洲後，蒙哥馬利在紐約布朗克斯安頓，並與名門利文斯頓家族聯姻。由於利文斯頓家族的政治立場傾向反抗英國宗主國，再加上蒙哥馬利又有一定的輝格黨背景，這使他開始批評英國國會向北美施加的殖民政策。
1775年列星頓和康科德戰役爆發後，蒙哥馬利獲選為紐約省自治議會議員，並且負責紐約軍事要務。喬治·華盛頓獲任命為大陸軍總司令後，第二次大陸會議要求紐約省議會提名二人，分別出任少將及准將一職。紐約省議會最終提名沒有實戰經驗的菲力·斯凱勒為少將，由蒙哥馬利出任准將。不過由於蒙哥馬利的軍旅經驗豐富，故此他的權限仍較其他准將為高。
1775年6月，斯凱勒與蒙哥馬利一同準備遠征加拿大。後來斯凱勒因病不能行，西路遠征軍隊由蒙哥馬利全權指揮。蒙哥馬利先在11月於聖讓恩堡圍城戰取勝，再在12月初開始魁北克圍城戰。由於圍城未有奏效，蒙哥馬利改為策動奇襲攻城，並在12月31日親自帶兵出陣，卻在穿越障礙時遭到英軍迎面射擊，當場陣亡。魁北克圍城戰也以大陸軍失敗告終。大陸議會在12月初通過任命蒙哥馬利為少將，但他尚未得悉，便告死亡。
由於蒙哥馬利在英國及美洲俱有聲望，魁北克省總督蓋伊·卡爾頓在尋獲蒙哥馬利屍體後，下令將其禮葬。而倫敦一份晚報也將3月12日刊的封面邊框塗黑，向其致哀。就連諾斯勳爵也承認蒙哥馬利是個「勇武、能幹、仁慈、慷慨的叛徒」。華盛頓及斯凱勒兩人互通之書信，也流露出痛心疾首之情。由於蒙哥馬利甚得軍心，大陸議會嘗試低調處理其死訊。後來北美各地俱有紀念蒙哥馬利的活動。1818年蒙哥馬利的屍骨由魁北克運回紐約，並在聖保羅教堂下葬，超過5,000名紐約市民夾道迎接其棺木。